# Morbus Eales
Beim Morbus Eales handelt es sich um eine Perivaskulitis der Netzhaut-Gefäße, die häufig in beiden Augen auftritt. Die Ätiologie ist unklar. Betroffen sind vor allem junge Männer zwischen 20 und 30 Jahren aus dem Mittelmeerraum.
In der Funduskopie zeigen sich korkenzieherartig in der Netzhautperipherie liegende gewundene Shunt-Gefäße. Durch diese Shunt-Systeme kommt es zur unzureichenden Durchblutung der Netzhaut-Kapillaren, wodurch es zur Netzhautischämie mit nachfolgender Neovaskularisation kommt. Aus diesen neugebildeten Gefäßen kommt es zu rezidivierenden Glaskörperblutungen.
Die Therapie besteht in den Anfangsstadien in Fotokoagulation sowie in einer Vitrektomie, nachdem Glaskörperblutungen aufgetreten sind.